# 德里克·斯塔佩尔
德里克·斯塔佩尔（Diederik Stapel，1966年10月19日—），前荷兰蒂尔堡大学社会心理学教授。1991年阿姆斯特丹大学博士毕业，后曾任教于格罗宁根大学。曾提出“混乱的环境促进歧视”和“食肉使人们自私”的观点，并在《科学》杂志上发表了相关论文，该论文曾引起媒体广泛关注。2011年，两名研究生揭发了相关研究使用伪造的数据。至少有58篇论文在丑闻中被撤稿。